# Furacão Matthew
Furacão Matthew foi um poderoso ciclone tropical que afetou a Jamaica, Cuba, República Dominicana, Bahamas e, especialmente, o Haiti. Ele passou ao longo da costa leste dos Estados Unidos, incluindo os estados da Flórida, Geórgia, Carolina do Sul e Carolina do Norte, mas chegou com bem menos força do que no Caribe. Foi o primeiro ciclone tropical da Bacia do Atlântico a atingir a Categoria 5 na Escala de furacões de Saffir-Simpson desde o Furacão Felix em 2007.
O décimo quarto ciclone tropical, décima terceira tempestade e segundo grande furacão da temporada de furacões no Atlântico de 2016, o Furacão Matthew formou-se a partir de uma vigorosa onda tropical que se movia para fora da costa africana em 22 de setembro, seguindo em uma trilha para o oeste, até evoluir para uma tempestade tropical enquanto situava-se aproximadamente ao leste das Ilhas de Sotavento em 28 de setembro. Um dia mais tarde, tornou-se um furacão, localizado ao oeste das Ilhas de Sotavento e rapidamente fortaleceu-se para um furacão de categoria 5.

## Efeitos
O Haiti foi o país mais afetado. A Unicef calcula que 1,3 milhão de haitianos foram prejudicados pelo furacão, que passou pela península de Tiburon com ventos de até 230 km/h e chuvas torrenciais. Várias cidades sofreram danos graves em larga escala, deixando dezenas de milhares de pessoas desabrigadas. Em alguns locais as perdas nas culturas agrícolas chegaram a 80%, e a única ponte que ligava o centro e o sul do Haiti foi destruída, prejudicando os trabalhos de ajuda à população. O furacão complicou a situação de um país que ainda não tinha se recuperado dos efeitos do devastador terremoto de 2010. Foram organizados programas de ajuda internacional ao Haiti para envio de alimentos, água, dinheiro, medicamentos e equipes de emergência. No dia 10 de outubro o Escritório das Nações Unidas para a Coordenação de Assuntos Humanitários pediu 119 milhões de dólares para responder aos danos causados pela passagem do furacão Matthew no Haiti e para prestar assistência, nos próximos três meses, a cerca de 1,4 milhão de pessoas em necessidade urgente no país atingido. O total de mortes atribuídas à tempestade no Haiti passou de mil, e o cômputo final pode ser maior, pois após sua passagem foram diagnosticados vários casos de cólera causados pela contaminação das águas, havendo risco de uma epidemia. Esses números fazem de Matthew o mais mortal dos furacões no Atlântico desde o Stan em 2005, que matou mais de 1,6 mil na América Central e no México.

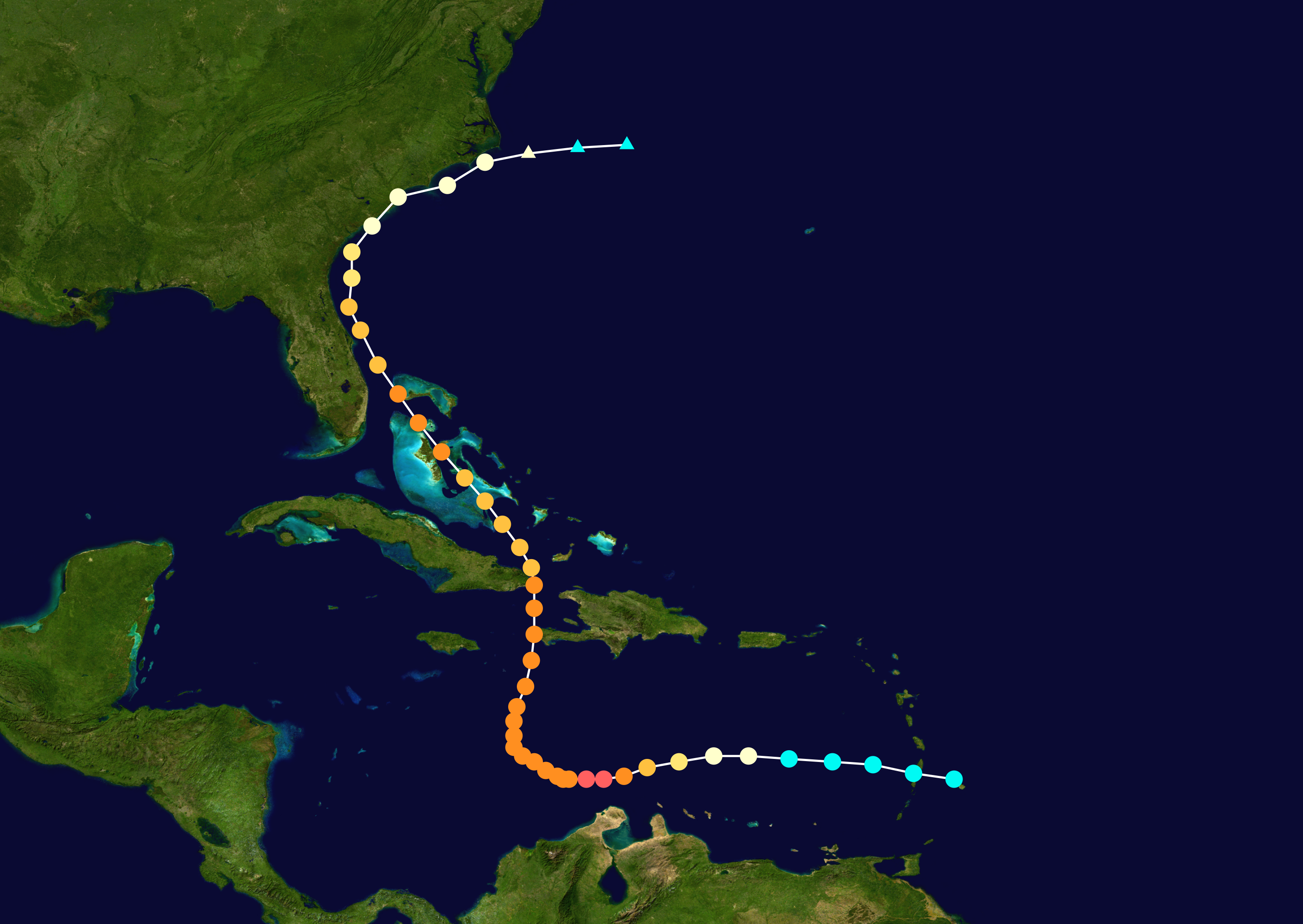
Trajetória do Furacão Matthew

Matthew provocou quatro mortes na República Dominicana, além de danificar cerca de duzentas casas, obrigar a evacuação de 794 pessoas e deixar 31 comunidades incomunicáveis. Em Cuba não foram registrados óbitos, graças a um eficiente programa de evacuação, mas 1,3 milhão de pessoas tiveram que deixar suas casas, ocorreram enchentes, deslizamentos de terra e grandes danos materiais principalmente na província de Guantánamo. Uma das cidades mais atingidas foi Baracoa, a mais antiga da ilha e sua primeira capital, onde ventos de até 220 km/h combinados a chuvas intensas e uma maré de tempestade destruíram parcial ou totalmente cerca de 90% das edificações, incluindo prédios de grande valor no centro histórico. Várias cidades nos arredores ficaram isoladas.
Na sequência, o furacão se deslocou para o norte, aproximando-se da costa dos Estados Unidos. Em 6 de outubro o presidente Barack Obama declarou um estado de emergência federal para a Flórida. A declaração de desastre federal foi mais tarde estendida para incluir a Geórgia e a Carolina do Sul. Entre os dias 7 e 8 o furacão começou a perder potência rapidamente. No dia 8 havia sido rebaixado para a Categoria 2, e no final do dia seu olho chegou a tocar a terra em McClellanville, na Carolina do Sul, mas já estava na Categoria 1. No dia 9 passou a se afastar da costa e perder também suas características de tempestade tropical. Nos Estados Unidos o impacto foi bem menos intenso do que nas ilhas do Caribe, mas provocou marés de tempestade, chuvas intensas, queda de árvores, bloqueio de estradas, suspensão de voos e danos estruturais. Em vários pontos da costa houve inundações recorde. Mais de dois milhões de pessoas foram evacuadas em quatro estados norte-americanos. Mais de um milhão de pessoas ficou sem energia elétrica na Flórida, 250 mil na Carolina do Sul e 120 mil na Geórgia. Até o dia 11 pelo menos 34 mortes nos Estados Unidos foram atribuídas ao furacão, e os prejuízos materiais foram calculados entre 4 e 6 bilhões de dólares.